# Mondly
Mondly este o companie care produce softuri educaționale de învățare a limbilor străine. Platforma freemium dezvoltată de companie include un site web și aplicații cu cursuri gratuite și plătite în 33 de limbi. De asemenea, compania oferă și o serie de lecții în realitate virtuală sau augmentată.

## Istoric
Mondly are sediul în Brașov, România și a fost fondată la sfârșitul anului 2013 de catre doi absolvenți ai Universitatii Transilvania, Alexandru Iliescu și Tudor Iliescu.
Mondly a lansat prima aplicație de învățare a limbilor străine pe iTunes în mai 2014 și pe Google Play în iunie 2015. Un an mai târziu, în august 2016, a lansat primul chatbot de recunoaștere vocală, atât pe iTunes și cât și pe Google Play.
În februarie 2017, Mondly a lansat MondlyVR, prima aplicație cu recunoaștere vocală în realitatea virtuală. Până la finalul lunii septembrie, aplicația era disponibilă atât pe Oculus Store, cât și pe Google Play.
În mai 2017, compania a lansat MondlyKids, o aplicație de învățare a limbilor străine pentru iOS și Android dedicată copiilor cu vârsta cuprinsă în 5 și 12 ani. În martie 2018, Mondly a lansat MondlyAR, prima aplicație de învățare a limbilor străine cu recunoaștere vocală în realitate augmentată.

## Cursuri
Începând din 2017, Mondly a pus la dispoziție cursuri în 33 de limbi diferite. Gradele de competență lingvistică disponibile sunt: începător, intermediar și avansat.

## Produse
Mondly este o aplicație pentru învățare a limbilor străine care integrează tehnologii de recunoaștere vocală pentru a ajuta utilizatorii să învețe oricare dintre cele 33 de limbi oferite.
MondlyKids este o aplicație pentru învățare a limbilor străine destinată copiilor.
MondlyVR este o aplicație pentru învățare a limbilor străine în realitatea virtuală disponibilă pe Daydream, Carton VR și Samsung Gear VR.
MondlyAR are la bază un avatar „profesor” care generează obiecte virtuale - planete, animale, instrumente muzicale, etc. - drept materiale didactice, antrenează utilizatorul în conversații și oferă feedback instant pentru pronunție folosind tehnologia chatbot cu recunoaștere vocală.

## Recunoaștere și premii
În Ianuarie 2016, Mondly a fost numit "Best New App” by Apple și un an mai târziu a primit premiul FbStart “App of the Year” oferit de catre Facebook.Atât Mondly Languages cât și MondlyKids au fost desemnate  "Editors' Choice" în Google Play.